# Chronodrive
Ne doit pas être confondu avec Auchan Drive.
Chronodrive est une entreprise française de commerce de détail créée en 2004 par Ludovic Duprez et Martin Toulemonde dont le siège social est situé à Croix (Nord). Elle fait partie du groupe Auchan, enseigne de grande distribution de la famille Mulliez. Actuellement, il existe 57 magasins Chronodrive en France Métropolitaine. L'entreprise fonctionne sur le principe du drive.

## Présentation
Le principe de Chronodrive repose sur la livraison de la commande du client directement dans le coffre de sa voiture. Ce système permet d'éviter le surcoût de facturation lié à la livraison qui survient lors d'une commande à distance. Chronodrive propose de passer sa commande parmi plus de 8500 références. Des commandes peuvent aussi être passées auprès du personnel en cas d'oubli de produits, par exemple.

## Historique
Le premier site Chronodrive a ouvert ses portes en 2004 à Marcq-en-Baroeul, dans le Nord de la France.
Depuis 2012, Chronodrive est une filiale du groupe Auchan Retail France qui propose de passer commande parmi plus de 8500 références.

### Liens externes

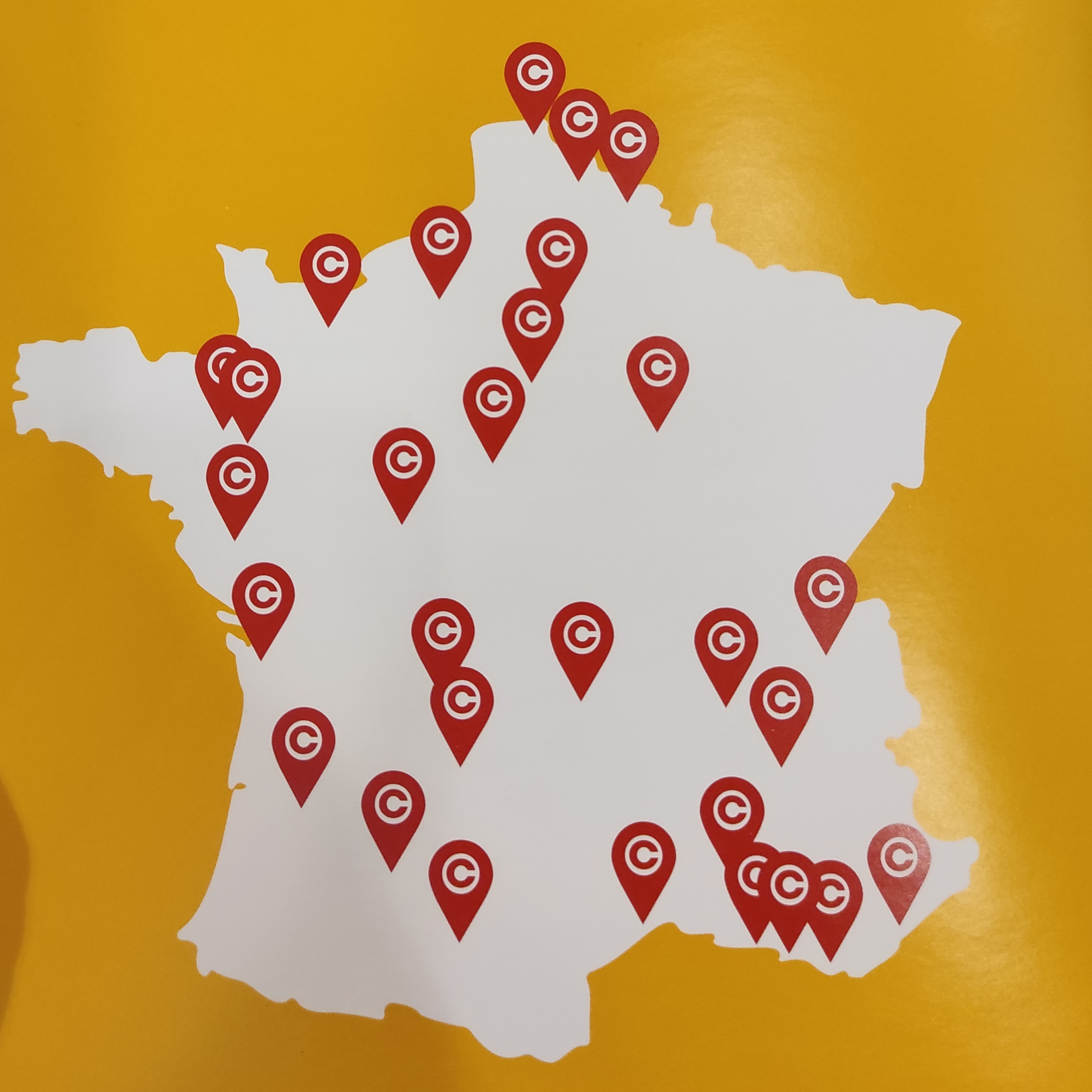
Magasins Chronodrive France Métropolitaine.